# Kanmantoo
Kanmantoo är en ort i Australien. Den ligger i kommunen Mount Barker och delstaten South Australia, omkring 41 kilometer sydost om delstatshuvudstaden Adelaide.
Närmaste större samhälle är Nairne, omkring 10 kilometer nordväst om Kanmantoo. 
Trakten runt Kanmantoo består till största delen av jordbruksmark. Runt Kanmantoo är det glesbefolkat, med 9 invånare per kvadratkilometer. Genomsnittlig årsnederbörd är 513 millimeter. Den regnigaste månaden är juni, med i genomsnitt 86 mm nederbörd, och den torraste är december, med 16 mm nederbörd.